# Dorothy Loudon
Dorothy Loudon (Boston, 17 settembre 1925 – New York, 15 novembre 2003) è stata un'attrice e cantante statunitense.

## Biografia
Dopo aver studiato presso l'Accademia americana di arti drammatiche, Dorothy Loudon debuttò a Broadway nel 1962 con Nowhere To Go But Up, per cui vinse il Theatre World Award. Nel 1977 interpreta Miss Hannigan nel musical di grande successo Annie e vince il Tony Award alla miglior attrice protagonista in un musical; nello stesso anno viene candidata al Golden Globe per la miglior star televisiva femminile per il suo lavoro in The Gary Moore Show. L'anno successivo sostituisce Angela Lansbury nel ruolo di Mrs. Lovett nella produzione originale di Broadway di Sweeney Todd: The Demon Barber of Fleet Street. Nel corso della sua carriera ha vinto tre Drama Desk Awards.
È morta di cancro nel 2003, a 78 anni.

## Filmografia parziale
- Cercando la Garbo (Garbo Talks), regia di Sidney Lumet (1984)
- La signora in giallo (Murder, She Wrote) – serie TV, episodio 3x08 (1986)
- Mezzanotte nel giardino del bene e del male (Midnight in the Garden of Good and Evil), regia di Clint Eastwood (1997)